# 우충
우충(虞忠)은 삼국 시대 오나라의 무장이다. 자는 세방(世方). 우번의 오남이며 양주 회계군 여요현(지금의 닝보시 위야오시) 출신이다.

## 같이 보기
- 삼국지 인물 목록